# Rhadinopsylla pentacantha
Rhadinopsylla pentacantha är en loppart som först beskrevs av Rothschild 1897.  Rhadinopsylla pentacantha ingår i släktet Rhadinopsylla och familjen mullvadsloppor. Inga underarter finns listade i Catalogue of Life.